# 조지아의 종교
조지아의 종교 (2014년 인구 조사)
기독교가 조지아의 우세 종교이다. 조지아에 거주하는 다양한 사람들은 조지아에 이에 상응하는 다양하고 활발한 종교들이 존재하게 했다.

## 개요
2014년에 실시된 가장 최근의 인구 조사는 조지아 거주 인구의 대부분이 동방 정교회, 그 중에서도 특히 조지아 정교회에 속하며, 전체 인구의 83.4%를 이뤘다. 인구의 약 2.9%는 아르메니아 사도교회 (오리엔트 정교회)를 따르며, 그 중에 거의 대부분은 아르메니아계 사람들이다. 이슬람교 신자는 인구의 10.7%를 이루 아자리야, 크베모카르틀리주 및 상당한 규모의 트빌리시 소수 집단에서 주로 찾아볼 수 있다. 아르메니아 및 라틴교회 등의 천주교도는 인구의 0.8%를 구성하고 조지아 남부와 트빌리시의 소규모 집단에서 주로 찾아볼 수 있다. 개신교도 역시 1% 이하를 이루고 있다. 시나고그 두 개가 운영되고 있는 상당한 규모의 유대교 공동체 역시 존재한다.
조지아 사도 독립 정교회는 세계에서 가장 오래된 기독교 종파 중 하나이며, 첫 번째 제자 사도 안드레아에 의해 1세기에 세워졌다. 4세기 전반기에 기독교는 국교로 받아들여졌다. 이는 반복되는 외세의 점령과 동화 시도에도 불구하고, 조지아의 민족 정체성을 보존하는 데 기여한 강한 민족적 정체성을 형성하게 했다.
조지아는 주변 국가들과 오래된 분쟁에도 불구하고 국경 내 종교적 조화에 대한 오랜 역사를 갖고 있다. 이질적인 종교의 소수 집단들은 수천 년간 조지아에서 거주해오고 있고 종교적 차별은 이 나라에서 사실상 알려진 것이 없다. 유대인 공동체가 조지아 전역에 존재하며, 트빌리시 및 쿠타이시 등 최대 규모 도시 두 곳에 주로 집중되어 있다. 아제르바이잔계 집단들은 수 세기간 이슬람교를 따르고 있으며, 자치 공화국들이 집중되어 있는 아자리야인 및 압하지야인의 일부도 마찬가지이다. 조지아 정교회와 일부 교리가 다른 아르메니아 사도교회도 독립적인 지위를 갖고 있다.

## 종교별 인구
조지아는 대략 총 면적이 67,000 제곱킬로미터 (25,900 mi2)이고, 인구는 370만 명 정도이다(2014년 기준).
추가적으로, 비주류 기독교 운동인 고의식파, 영적 기독교 (몰로코인, 두호보르파) 등 대부분이 러시아계로 이뤄진 신앙인들도 존재한다. 이 집단들의 다수는 1980년대 중반 이래로 조지아를 떠나고 있다.
소비에트 통치 (1921년–1990년) 시절, 활동하는 교회와 성직자들의 수가 급격하게 줄어들었고 종교 교육은 거의 없어지게 되었다. 조지아 정교회의 신자는 1991년 독립 이후 뚜렷하게 늘어났다. 조지아 정교회는 4개의 신학대, 2개의 학술원, 몇 개의 학교, 27개 교구를 유지하고 있으며, 사제는 700명, 수도사 250명, 수녀 150명을 두고 있다. 조지아 총대주교인 트빌리시를 주교좌로 둔 일리아 2세가 교회의 수장을 맡고 있다.
아르메니아 사도교회, 가톨릭교회, 유대교, 이슬람교 등을 포함한 일부 종교 등은 전통적으로 조지아 정교회와 공존해왔다. 아르메니아인 다수가 자바헤티 남부에 거주하는데, 이들은 이 지역에서 인구 다수를 차지하고 있다. 이슬람교는 조지아 동부 지역의 아제르바이잔인과 캅카스 북부 지역 민족 공동체들한테 만연하며 아자리야와 압하지야에서도 발견된다.
고대 시대 이래로 존재해온 유대교는 조지아 전역에 있는 다수의 공동체에서 따르고 있으며, 특히 트빌리시와 쿠타이시 등 대도시에서 그렇다. 1970년대 초반, 1980년대 후반 페레트로이카 시기 등 두 번의 큰 이주 시기를 거치고 대략 유대인 8,000명이 이 나라에 남아 있다. 그 이전에 유대인 관계자는 조지아에 많으면 유대인 십만 명이 있다고 추론하였다. 또한 소수의 루터교 신자도 있으며, 대부분이 1817년부터 이 나라에 처음 정착하기 시작한 독일계 공동체의 후손들이다. 소수의 야지디인들이 수 세기간 거주하고 있다.

## 기독교

조지아에서 가장 오래된 수도원 중 하나인 므츠헤타 인근 즈바리 수도원 (6세기)

정교회 전승에 따르면, 서기 1세기에 사도 시몬과 안드레아에 의해 기독교가 조지아에 처음으로 전도되었다고 한다. 그리고 326년 카트틀리 (이베리아)의 국교가 되었다. 카트틀리의 기독교 개종은 카파도키아의 성녀 니노에서 비롯했다. 본래는 안티오키아 교회의 일부였던 조지아 정교회는 독립 교회가 되어 5세기에서 10세기 사이에 계속해서 자신들의 교리적 특별성을 발전시켰다. 또한 성서는 5세기에 조지아어로 번역되었으며, 조지아 문자도 마찬가지로 상기 목적으로 개발되었다. 사실 여부를 떠나, 조지아의 기독교는 문자 언어 발전에 있어 중대하였고, 초창기의 문서 자료들의 대부분은 종교 문헌이었다. 서기 1세기부터, 미트라교, 토속 신앙, 조로아스터교 등의 숭배가 조지아에서 만연하게 이뤄졌다.
기독교는 378년의 아킬리세네 조약 이후 이베리아에서 공인된 두 번째 종교가 된 조로아스터교를 제외한 모든 종교를 서서히 대체하였으며, 이런 점은 조지아인들을 영구적으로 이슬람 세계와 기독교 세계 간의 분쟁 최전선에 배치하게 했다. 조지아인들은 이슬람 세력의 지속적인 침입과 오랜 기간 외국의 지배에도 대부분이 기독교인으로 남았다. 조지아가 러시아 제국에 합병된 뒤, 러시아 정교회가 1811년에 조지아 교회를 장악했다.
조지아 교회는 러시아의 지배가 1917년에 끝나고 나서야 독립 교회로서 지위를 되찾았다. 하지만 1921년부터 이어진 소비에트 정권은 조지아 교회의 부활을 중대한 목표로 여기지 않았다. 소비에트의 지배는 조지아 교회의 위계질서에 대한 완전한 제거 및 정교회에 대한 탄압을 불러왔다. 소비에트 연방이 있는 어느 곳에서처럼, 많은 교회들이 파괴되었고 세속 건물로 전환되었다. 이 탄압의 역사는 종교적 정체성을 강력한 민족주의 운동 및 공식적 그리고 정부가 운영하는 교회 밖 종교적 표현을 위한 조지아인들의 목표로서 결합을 부추겼다. 1960년대 말 및 1970년대, 반체제 지도자들, 특히 즈비아드 감사후르디아는 조지아 교회의 위계 질서의 부패를 비판했었다. 일리아 2세가 1970년대 말 조지아 정교회의 총대주교가 된 뒤, 조지아 정교회는 부활을 하였다. 1988년 모스크바는 총대주교가 폐쇄된 교회의 축성과 복원을 허용하였고, 대규모의 복원 과정이 시작됐다. 조지아 정교회는 1991년 조지아의 독립 이후로는 많은 힘과 국가로부터 완전한 독립을 다시 이루었다. 조지아 정교회는 국교는 아니지만 2002년 협약으로부터 특별한 지위를 인정받았다.
조지아 정교회를 제외한, 조지아의 기독교는 아르메니아 사도교회와 러시아 정교회로 대표된다. 또한 라틴 교회와 아르메니아 가톨릭교회 등 조지의 로마 가톨릭교회 신자 역시도 존재한다.
2015년 연구에서는 조지아에는 이슬람교 배경을 지닌 기독교 신자 약 1,300명이 있으며, 그 중 대부분은 개신교의 일종이라고 한다.

## 이슬람교

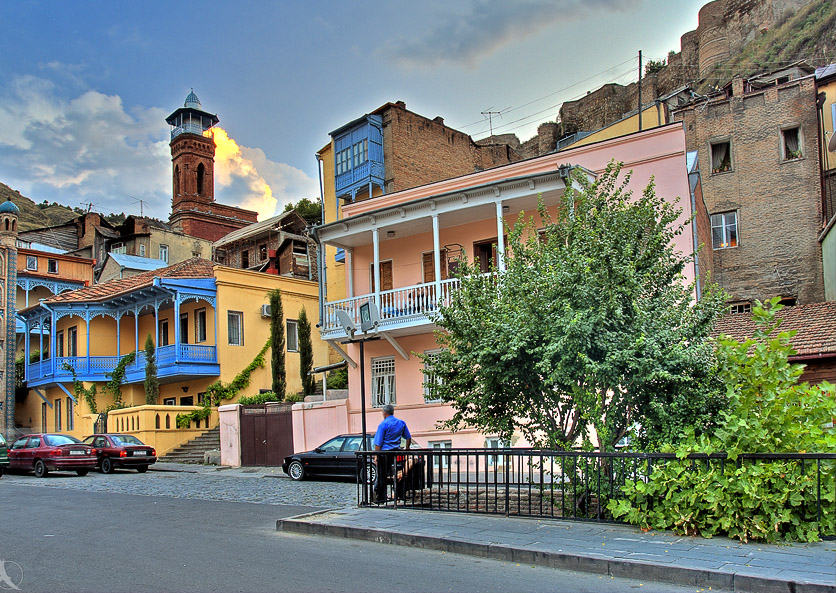
트빌리시의 모스크

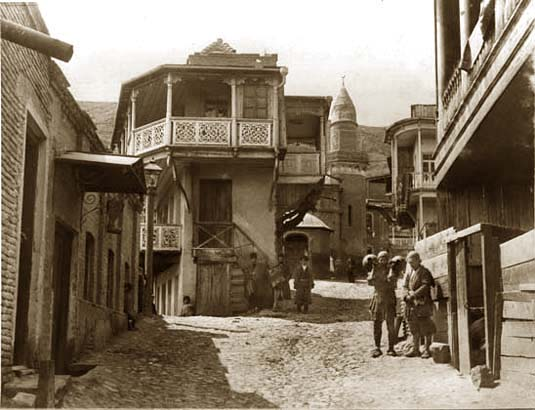
1880년대 중반 트빌리시의 원예 거리와 수니파 모스크.

조지아의 이슬람교는 제3대 칼리프인 우스만 통치 시기인 서기 645년에 전래됐다. 이 시기, 트빌리시 ('알테펠리스')는 이슬람 세계와 북유럽 간의 교역 중심지로 성장했다. 이슬람의 역사는 1801년 러시아에 합병될 때까지 14세기 말과 15세기 초 티무르의 조지아 침공 및 16세기와 19세기 초 기간 이란 (사파비 왕조, 아프샤르 제국, 카자르 왕조)과 오스만이 이 지역에 영향력을 행사할 때까지 계속되었다. 1703년, 바흐탄그 6세가 카르틀리 왕국의 지배가 됐고 이슬람교를 받아들였다. 이 시기 그 외 주요한 조지아의 무슬림들에는 카르틀리의 다비드 11세,  카헤티의 이에세, 카르틀리의 시몬 2세 등이 있다.
무슬림은 조지아 인구의 463,062명 및 9.9%를 구성한다. 조지아계 무슬림들은 주로 수니파이고 터키와 국경이 인접한 아자리야에 거주한다. 아제르바이잔계 무슬림들은 주로 시아파이고, 아제르바이잔과 아르메니아 국경 근처에 거주하고 있다. 조지아 의회는 2011년 7월에 이슬람교를 포함한 4개의 다른 종교 등과 함께 "조지아와 역사적 연관이 있는" 소수 종교 단체들을 정부에 등록할 수 있도록 허용하는 법을 통과시켰다. 상기 법률의 초안은 이슬람교와 네 개 다른 종교 공동체를 특별히 언급하고 있다.

## 유대교
유대인들은 2,000년까지 거슬러 올라가는 조지아 내 역사를 지녔다. 오늘날 조지아에는 소규모 유대교 공동체 (2002년 인구 조사에 따르면 3,541명),가 있으며 유대인 인구는 최근까지 1970년대만 하더라도 100,000명이 넘었었다. 특히 소비에트 연방 붕괴 이후, 조지아의 유대인의 거의 대부분이 이스라엘로 떠났다. 조지아의 잔류한 유대인의 다수는 오늘날 트빌리시에 거주하고 두 개 시나고그를 이용하고 있다. 유대인 공동체의 규모가 현재는 작기에, 경제적 이유로, 두 개 회중(會衆)은 원래 별도로 존재하던 시나고그 중 한 곳의 두 층에 자리 잡게 되었다.

## 바하이교
조지아의 바하이교 역사는 바하올라 생전 시기 선행 종교인 바브교와의 관련성을 통해 1850년에 전래되기 시작하였다. 종교 탄압 정책 시기, 소비에트 공화국들의 바하이교도는 다른 지역의 바하이교 신자들과 접촉이 끊겼다. 그렇지만, 1963년에 트빌리시의 어느 한 명이 신자로 확인되었다. 페레스트로이카 이후 최초의 조지아 내 바하교의 Spiritual Assembly가 1991년에 만들어졌고 조지아의 바하이교 신자는 1995년에 초대 National Spiritual Assembly을 선출시켰다. 바하이교는 조지아 내에서 성장세인 것으로 알려져 있다.

## 종교의 자유
조지아 헌법은 종교의 자유를 보장하고 있으며, 조지아 정부는 실제로도 이 권리를 일반적으로 존중하고 있다. 시민들은 보통 전통 종교 집단에 간섭하지 않지만, 비전통 종교 집단들에 대해서는 폭력 및 차별에 대한 보고들이 존재한다.
2023년, 조지아는 종교의 자유에 있어 4점 만점 중 2점을 기록했다. 소수 종교 단체들은 차별을 겪은 바 있고 성직자들이 감시를 받고 있는 것으로 알려져 있다.
2024년 조지아 의회 선거 동안 조지아의 꿈은 동방 정교회를 국교로 지정하는 헌법 수정의 가능성을 알린 바 있다. 집권당은 이 계획을 "LGBT 선전"을 금지하고 교회의 역할을 강화하겠다는 선거 공약에 따라 "국가적 가치와 전통"을 지키겠다는 의지의 일환으로 규정했다.
이와 대조적으로, 조지아 정교회는 이러한 변화가 자신들의 독립성을 굽히게 할 것이고 정부의 지배력을 커질 것을 우려하며 회의감을 표했다. 시오 무지르 및 니콜로즈 파쿠아쉬빌리 등을 포함한 고위 성작자들은 2002년 협약으로 성립된 국가와 교회 간의 전통적으로 독립적이나 상호협력적인 관계를 바꿔놓을 것이라 주장하며, 이 제안에 대한 잠재적 결과의 우려감을 높였다.

## 같이 보기
- 조지아의 세속주의와 무교
- 압하지아의 종교
- 남오세티아의 종교

## 참고 문헌
- Charles, Robia: "Religiosity in Armenia, Georgia and Azerbaijan" in the Caucasus Analytical Digest No. 20
- Nana Bolashvili, Andreas Dittmann, Lorenz King, Vazha Neidze (eds.): National Atlas of Georgia, 138 pages, Steiner Verlag, 2018, ISBN 978-3-515-12057-9
- Baramidze, Ruslan: "Ethnic Georgian Muslims: A Comparison of Highland and Lowland Villages" in the Caucasus Analytical Digest No. 20